# گرتا کرکش
گرتا کرکش (مجاری: Gréta Kerekes؛ زادهٔ ۹ اکتبر ۱۹۹۲) دونده زن دو با مانع اهل مجارستان است.